# Dolklilja
Dolklilja (Sansevieria zeylanica) är en sparrisväxtart som först beskrevs av Carl von Linné, och fick sitt nu gällande namn av Carl Ludwig von Willdenow. Sansevieria zeylanica ingår i släktet bajonettliljor (tillsammans med bland annat den populära krukväxten svärmors tunga), och familjen sparrisväxter. Inga underarter finns listade i Catalogue of Life.

## Bildgalleri

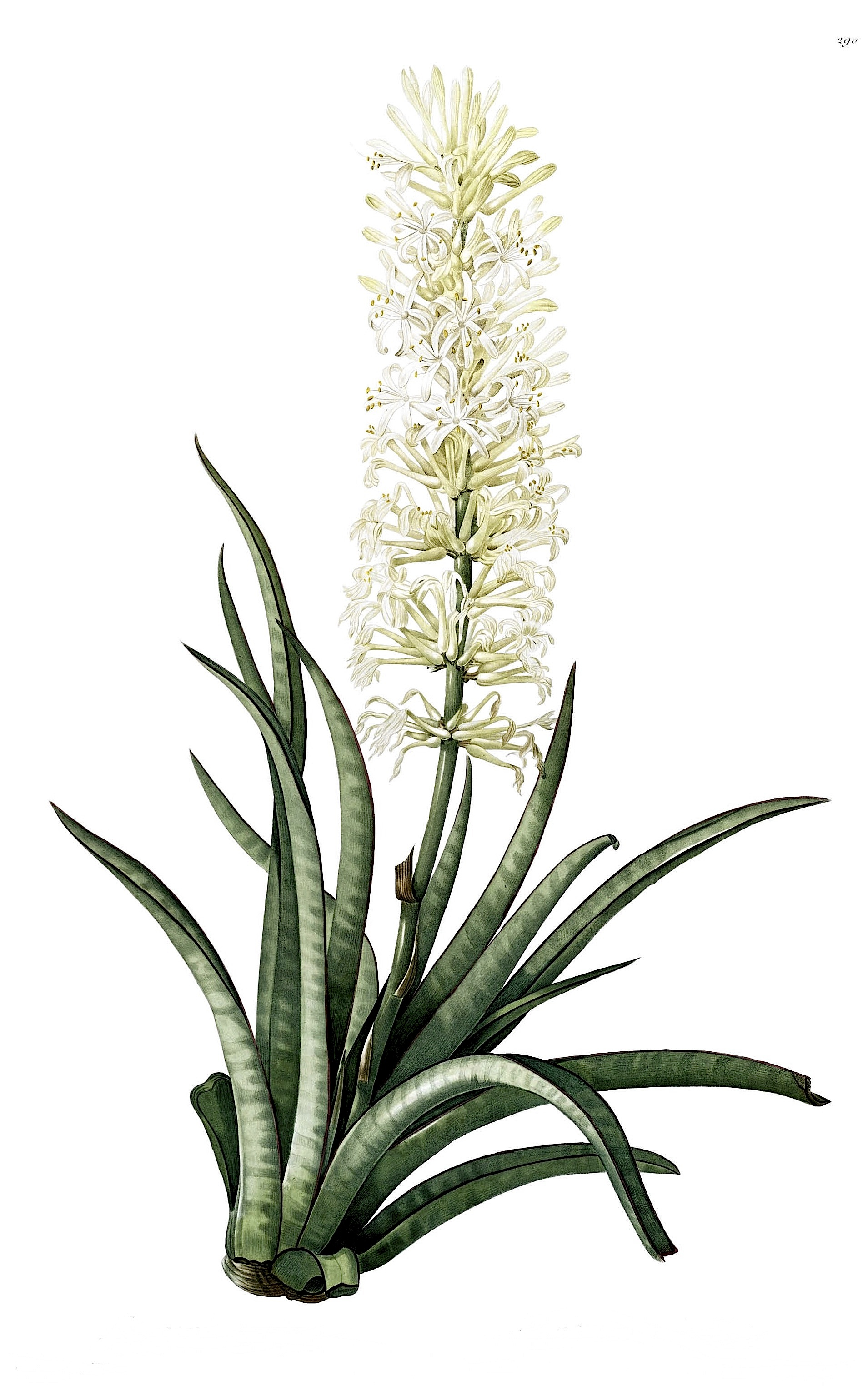
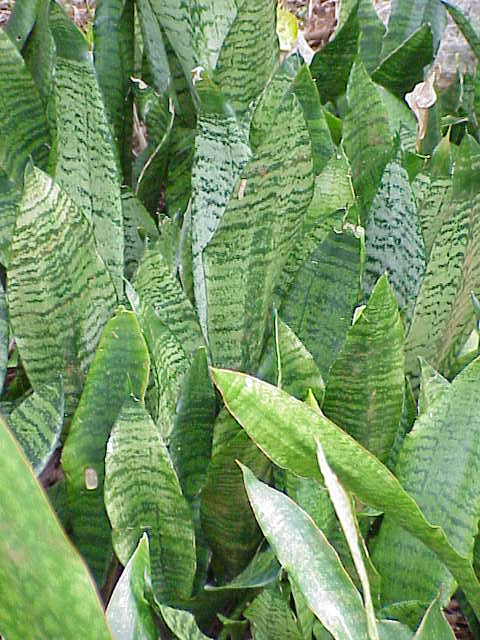
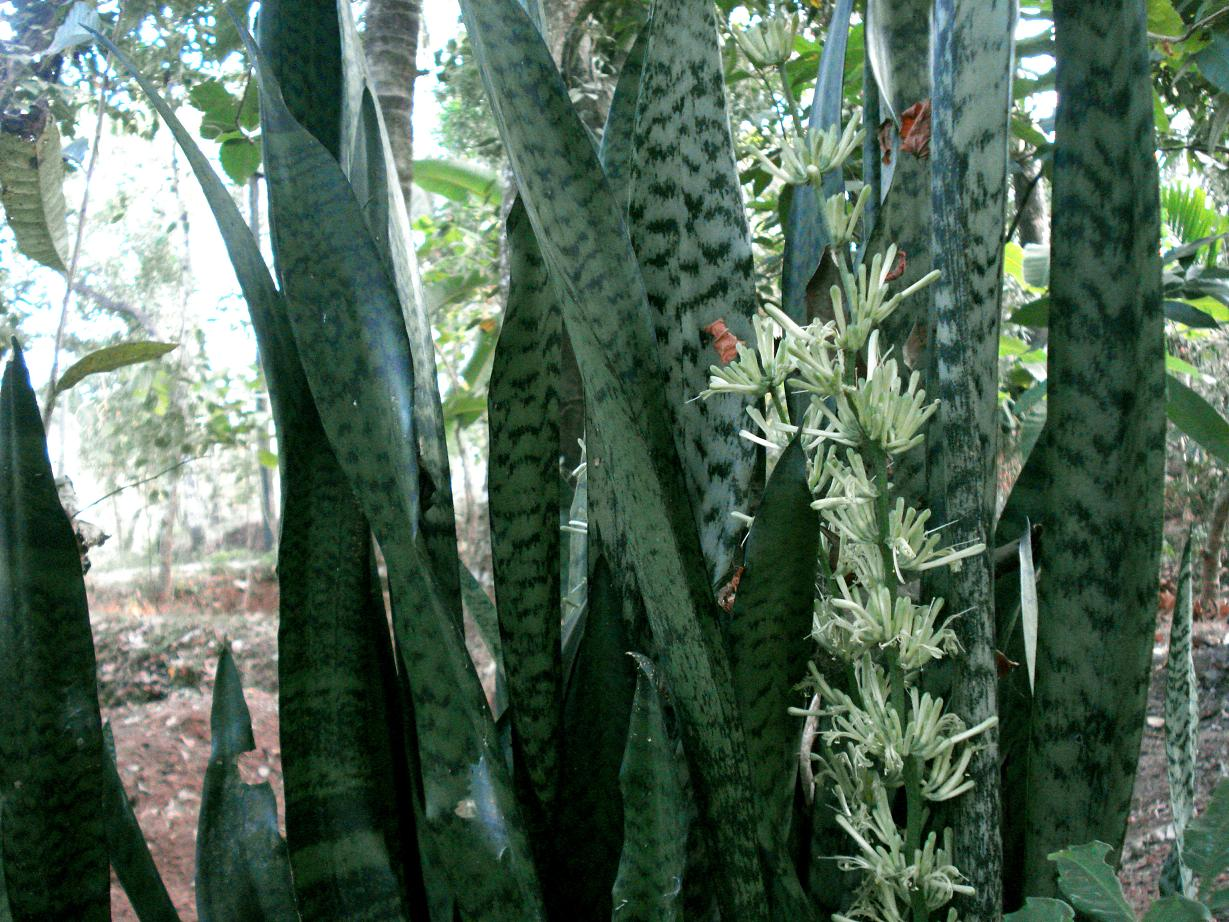
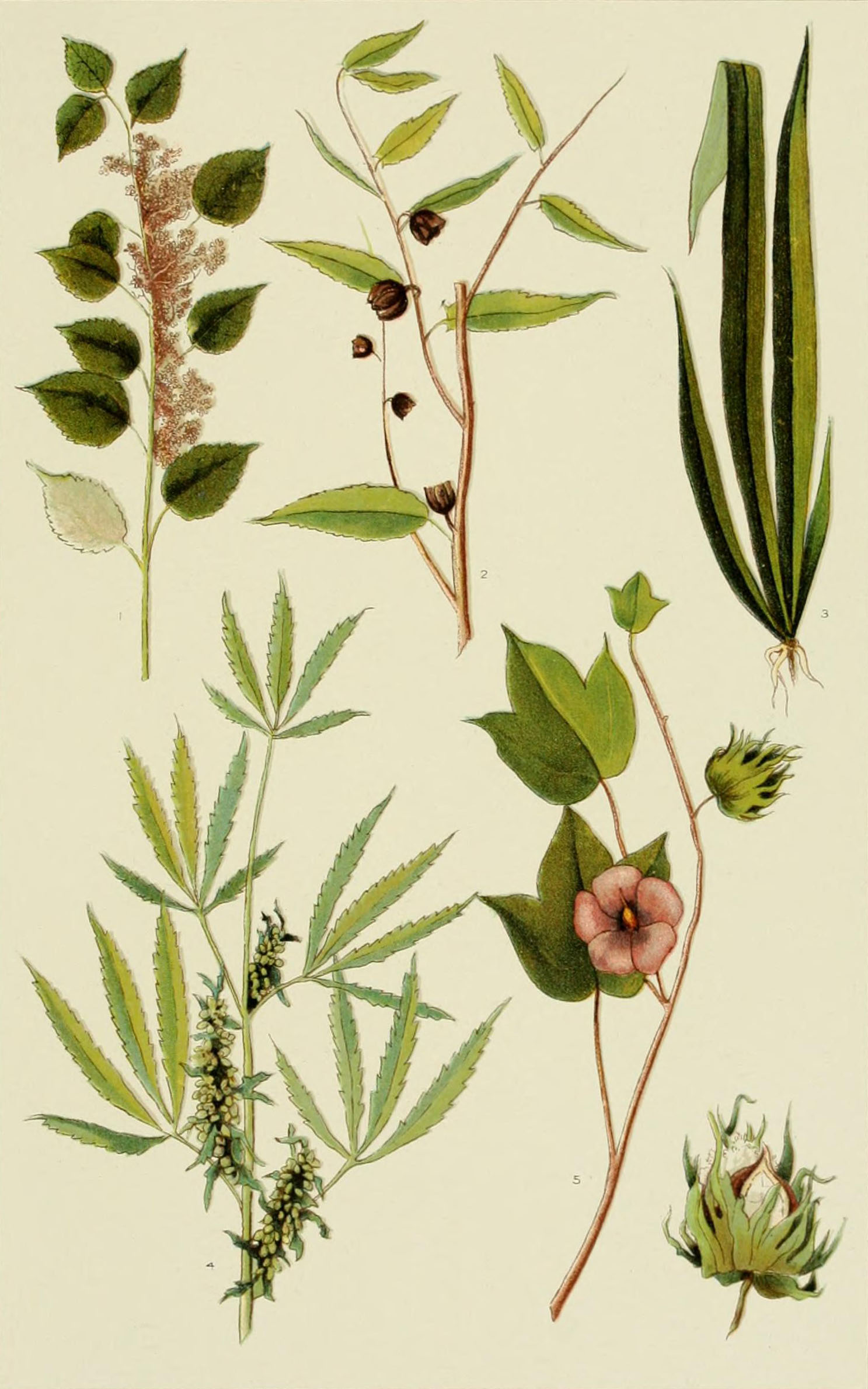